# Teddy Scholten
Teddy Scholten (née Dorothea Margaretha van Zwieteren, le 11 mai 1926, à Rijswijk, et morte le 8 avril 2010, également à Rijswijk), est une chanteuse néerlandaise. Elle a remporté le Concours Eurovision de la chanson, en 1959, pour les Pays-Bas, avec la chanson Een beetje.

## Débuts
Teddy Scholten naît le 11 mai 1926, à Rijswijk, aux Pays-Bas. Elle est la fille d'un acteur de théâtre amateur. Celui-ci, devenu régisseur, fonde la compagnie théâtrale Odia, basée à La Haye, et pousse Teddy, dès son plus jeune âge, à monter sur les planches.
Teddy suit ses études secondaires au Lycée Catholique pour Filles de La Haye. Décidée à devenir actrice, elle s'inscrit à l'école de théâtre de La Haye, Het Residentie Toneel. Elle décroche son premier rôle dans un spectacle de Toon Hermans.
En 1944, Teddy rencontre pour la première fois le chanteur Henk Scholten. À l'époque, celui-ci se produit en duo avec Albert Van 't Zelfde, sous le nom de Scholten & Van 't Zelfde. Suivant son exemple, Teddy change son plan de carrière et décide de devenir chanteuse.
Teddy se produit alors dans un programme radio d'AVRO, De bonte dinsdagavondtrein. Elle y chante des chansons écrites par Henk Scholten. Tous deux se fiancent en 1946, puis se marient en 1947. Ils auront une fille unique, Renée.
En 1951, Teddy forme un duo avec son mari. Ils enregistrent plusieurs albums, essentiellement des reprises de chansons populaires pour les enfants. Ensemble, ils se produisent dans des programmes télévisés et des revues de cabaret, notamment Snip et Snap  et Het Sleeswijkrevue.

## Participation au Concours Eurovision de la chanson
En 1959, Teddy, appelée en remplacement à la dernière minute, participe à la sélection nationale néerlandaise pour la quatrième édition du Concours Eurovision de la chanson. Elle y interprète deux chansons : De regen (La pluie) et Een beetje (Un petit peu). Elle l'emporte grâce à cette dernière (écrite par Willy van Hemert et composée par Dick Schallies) et après que le jury l'eut préféré au chanteur John de Mol.
Le mercredi 11 mars 1959, à Cannes, Teddy remporte le concours. Ce fut la première fois qu'un pays gagna l'Eurovision pour la deuxième fois, les Pays-Bas l'ayant déjà remporté en 1957.
Ce fut également la première fois qu'un auteur gagna le concours pour la deuxième fois. Willy van Hemert avait déjà écrit les paroles de Net als toen, la chanson victorieuse de 1957.
Par la suite, Teddy enregistra quatre autres versions de Een beetje, dans quatre autres langues : l'allemand (Sei ehrlich), le français (Un p’tit peu), l'italien (Un poco) et le suédois (Om våren).

## Réorientations professionnelles

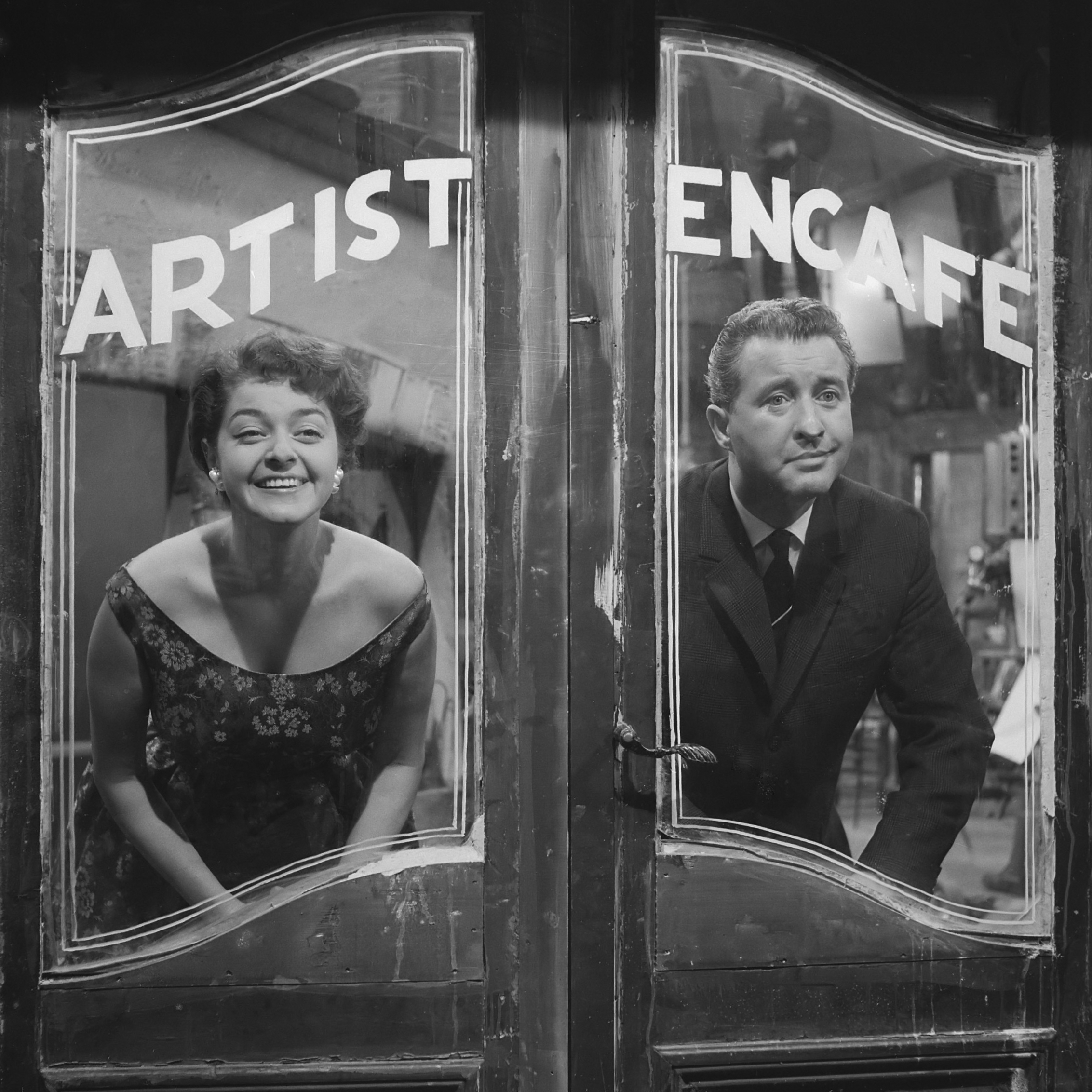
Teddy et Henk Scholten (1959)

En 1960, Teddy participe à la Coupe d'Europe du tour de chant, en compagnie notamment de Corry Brokken. La même année, elle décide d'entamer une carrière de présentatrice télévisée. Elle anime avec son mari, un nouveau programme pour la chaîne KRO : Zaterdagavondakkoorden. Il s'agit du premier grand spectacle de variétés diffusé sur la télévision néerlandaise. Teddy et Henk y reçoivent de nombreux artistes. Ceux-ci chantent leurs derniers succès, accompagnés d'un orchestre et de danseurs professionnels. Teddy et Henk lancent ainsi bien des carrières.
En 1963, Teddy anime, toujours pour la chaîne KRO, l'émission Kiekeboe. Il s'agit de la toute première émission de caméra cachée diffusée aux Pays-Bas.
En 1964, Teddy et Henk décident de commun accord de mettre un terme à leur carrière en tant que duo. Henk devient directeur de la Socutera (Sociale en Culturele doeleinden door Televisie en Radio - la Fondation pour la promotion de buts sociaux et culturels par la télévision et la radio).
Teddy joue ensuite le rôle de la baronne Schraeder, dans la version néerlandaise de la comédie musicale La Mélodie du bonheur. En 1965 et en 1966, elle présente les sélections néerlandaises pour le Concours Eurovision de la chanson. En 1966, elle commente pour la télévision néerlandaise, la onzième édition du concours, depuis Luxembourg.
En 1974, Teddy décide de mettre un terme définitif à sa carrière de chanteuse et de présentatrice. Elle s'engage auprès de la Croix-Rouge néerlandaise et travaille au siège central de l'organisation, à La Haye, pour le département des relations publiques.

## Retraite
Henk Scholten décède le 17 juin 1983, à la suite de plusieurs opérations à cœur ouvert. Trois ans plus tard, en 1986, Teddy décide de prendre sa retraite définitive. À partir de 1994, elle se met à l'aquarelle et expose avec succès.
Teddy meurt au terme d'une brève maladie, le 8 avril 2010, à Rijswijk, sa ville natale, entourée de sa fille, ses deux petits-enfants et ses trois arrières petits-enfants. Elle est incinérée, selon ses propres volontés.
Faisant le point sur sa longue carrière, Teddy déclara un jour : « Cela demeure un mystère pour moi. J’ai accompli tant de choses dans ma vie, mais tout ce dont les gens se souviennent, ce sont mes trois minutes à Cannes. »

## Discographie

### Albums
- 1948 : De gelukkige prins - (avec Henk Scholten) - 78 tours - BOVEMA / TPL SS3
- 1956 : Kabouter Domoor - (avec Henk Scholten) - 7"-ep - COLUMBIA - SEGH 2
- 1959 : Een Beetje - 7"-ep - PHILIPS - PE 422 366
- 1960 : Peter En De Wolf - 10"-lp - PHILIPS - 610 122 VR
- 1961 : Klein Klein Kleutertje - (avec Henk et Renée Scholten) - 7"-ep - PHILIPS - 411 612 NE
- 1961 : Zie Ginds Komt De Stoomboot - (avec Henk et Renée Scholten) - 7"-ep - PHILIPS - 411 619 NE
- 1961 : Peter Cuyper Wals - 7"-ep - GROLSCH - 106 776 E
- 1962 : Een Zaterdagavondakkoorden Medley - (avec Henk Scholten) - 7"-ep - PHILIPS - PE 433 109
- 1962 : 47 Vrolijke Kinderliedjes - (avec Henk et Renée Scholten) - 10"-lp - PHILIPS - P 600 343 R
- 1965 : 'k Heb M'n Wagen Volgeladen - (avec Henk et Renée Scholten) - 12"-lp - PHILIPS - P 12961 L
- 1966 : En We Zingen ... En We Springen ... En We Zijn Zo Blij ... - (avec Henk et Renée Scholten) - 12"-lp - PHILIPS - P 12995 L
- 1967 : Klein Klein Kleutertje - (avec Henk et Renée Scholten) - 12"-lp - FONTANA - 626 297 QL

### Singles
- 1950 : Snoezepoes / When You Are In Volendam - (avec Henk Scholten) - 78 tours-10"-single - HIS MASTER'S VOICE - JF 103
- 1950 : 5 december - (avec Henk Scholten) - 78 tours-10"-single - HIS MASTER'S VOICE - JF 104
- 1950 : Jantjes Verjaardag - (avec Henk Scholten) - 78 tours-10"-single - HIS MASTER'S VOICE - JF 111
- 1950 : Jeugdige Klanken - (avec Henk Scholten) - 78 tours-10"-single - COLUMBIA - DH 505
- 1954 : Hans en Grietje - (avec Henk Scholten) - 78 tours-10"-single - COLUMBIA - DH 511
- 1955 : Sinterklaas is jarig - (avec Henk Scholten et Peter Piekos) - 78 tours-10"-single - COLUMBIA - DH 569
- 1955 : Daar komt de kerstman - (avec Henk Scholten et Peter Piekos) - 78 tours-10"-single - COLUMBIA - DH 570
- 1956 : Samen / 't Is Raar Maar Waar  - 78 tours-10"-single - DECCA - M 64 101
- 1957 : Zeg, Zou Je Blij Zijn Met Een Ton? / Kom, Lieve Kleine Meid - (avec Henk et Renée Scholten) - 78 tours-10"-single - DECCA - M 64 133
- 1958 : Liefdesrecept / Twee blauwe kinderogen - (avec Henk & Annemieke Scholten) - 78 tours-10"-single - DECCA - M 64 162
- 1959 : Een Beetje / Li Per Li (Tikketak, Tikketi) - 7"-single - PHILIPS - PF 318 217
- 1959 : Een Beetje / Zing, Kleine Vogel  - 7"-single - PHILIPS - PF 318 229
- 1959 : Bing! Beng! Bong! / 't Moet Toch Wel Zonde Zijn - 7"-single - PHILIPS - PF 318 269
- 1961 : Klein Klein Kleutertje, No 1 - (avec Henk et Renée Scholten) - 7"-single - PHILIPS - 314 010 RF
- 1961 : Klein Klein Kleutertje, No 2  - (avec Henk et Renée Scholten) - 7"-single - PHILIPS - 314 011 RF
- 1961 : Bom-Be-Die-Bom! / Maar Oh, Hij Is Getrouwd - 7"-single - PHILIPS - PF 318 512
- 1961 : Peter Cuyper Wals / Grolsch' Mambo - 7"-single - GROLSCH - DF 99 282
- 1961 : De Lof Van Fornax - (avec Henk Scholten) - 7"FD - FORNAX - SHOL 029
- 1964 : Klein Klein Kleutertje, No 3 - (avec Henk et Renée Scholten) - 7"-single - PHILIPS - 314 080 RF
- 1966 : Klein Klein Kleutertje, No 4 - (avec Henk et Renée Scholten) - 7"-single - PHILIPS - 314 509 RF
- 1966 : 'k Heb M'n Wagen Volgeladen, No 1 - (avec Henk Scholten et De Schellebellen) - 7"-single - PHILIPS - 314 511 RF